# Thaumalea pulla
Thaumalea pulla är en tvåvingeart som beskrevs av Edwards 1929. Thaumalea pulla ingår i släktet Thaumalea och familjen mätarmyggor. Inga underarter finns listade i Catalogue of Life.